# Bilwaradahalli, Anekal
Bilwaradahalli là một làng thuộc tehsil Anekal, huyện Bangalore Urban, bang Karnataka, Ấn Độ.